# AJ-10

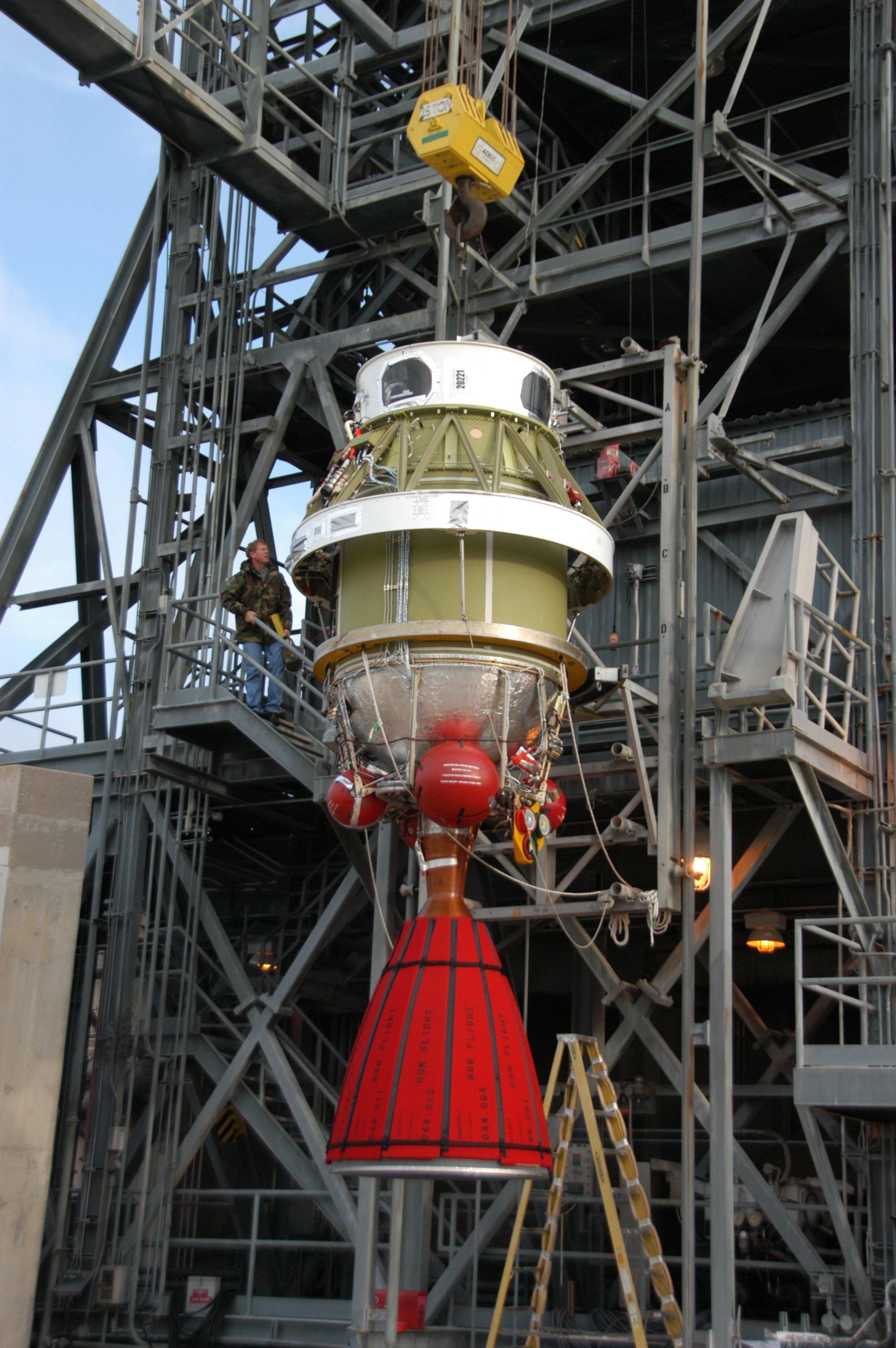
Um motor AJ10-118K.

O AJ-10 or AJ10 é um motor de foguete movido a combustíveis hipergólicos fabricado pela Aerojet. 
Ele foi usado como estágio superior em vários veículos de lançamento descartáveis, tais como:
o Delta II e as variantes do modelo Titan III. É intenção usá-lo como motor principal da espaçonave Orion da NASA.